# ویتالی ملنیکوف
ویتالی ملنیکوف (ارمنی: Վիտալի Մելնիկով؛ انگلیسی: Вита́лий Вячесла́вович Ме́льников زادهٔ ۱ مهٔ ۱۹۲۸ - درگذشته ۲۱ مارس ۲۰۲۲) کارگردان فیلم، فیلم‌نامه‌نویس اهل ارمنستان بود.

## زندگی‌نامه
وی در ۱ مهٔ ۱۹۲۸ در مازانوو به دنیا آمد و از مؤسسه سینمایی گراسیموف فارغ‌التحصیل گشت. همچنین برندهٔ جوایزی همچون نشان پرچم سرخ کار شده است. وی در ۲۱ مارس ۲۰۲۲ در سن ۹۳ سالگی در سنت پترزبورگ درگذشت .